# Sticherus bifidus
Sticherus bifidus là một loài dương xỉ trong họ Gleicheniaceae. Loài này được Willd. Ching mô tả khoa học đầu tiên năm 1940.